# Лащова
Лащова́ (до кінця XVIII ст. Макшиболото) — село в Україні, у Тальнівській міській громаді, Звенигородського району Черкаської області. У селі мешкає 360 осіб.

## Історія
Курган скіфо-сарматської доби VII ст. до н. е. — III ст. н. е. знаходиться за 1 км на північний схід від села.
У документах кінця XVIII ст. фігурує як Макшиболото за назвою витоку однойменної річки, а нова назва ймовірно була отримана від поміщика Лаща, який мав там володіння.
Метричні книги по селу Лащова знаходяться на зберіганні в Державному архіві Черкаської області.
У ХІХ столітті с. Лащова належало до Шаулиської волості Уманського повіту Київської губернії.
Лаврентій Похилевич писав про село таке: 
| Лащева, село при річці Тікичі, в 3-х верстах вище села Гордашівки. Жителів обох статей 862; землі 4413 десятин. Південна частина села називається Білими Млинами і Білим Бродом. Назва села походить від прізвища Лащ. Церква Богословська, дерев'яна, 6-го класу; землі має вказану пропорцію; побудована в 1848 році на місці розваленої при ремонті давно побудованої. Чудово, що в самий момент падіння церкви, згнилій в зв'язках, у ній знаходилося 7 хлопчиків, які всі врятувалися неушкодженими між стіною, що залишилася, і накрившими їх колодами. |
Село постраждало внаслідок геноциду українського народу, проведеного окупаційним урядом СССР 1932–1933 та 1946–1947 роках.
6 лютого 2015 року у селі було завалено пам'ятник Леніну.